# 541

## Esdeveniments
- Teudis impedix la invasió de la Tarraconense pels francs.

## Naixements
- Emperador Wen de Sui, emperador de la Xina, fundador de la dinastia Sui

## Defuncions
- Ildibad, rei dels ostrogots
- Eraric, rei dels ostrogots. Succeí per poc temps a Ildibad.